# Repräsentantenhaus
Das Repräsentantenhaus ist ein Organ der Legislative. Es bezeichnet meist das Unterhaus in einem Parlament, das aus zwei Kammern besteht. Das Oberhaus wird in diesem Fall häufig Senat genannt. Es gibt jedoch auch Länder, in denen das Parlament nur aus einer Kammer besteht und als Repräsentantenhaus bezeichnet wird.
Es gibt sowohl repräsentative Demokratien als auch konstitutionelle Monarchien, die über ein Repräsentantenhaus verfügen.
Das Zweikammersystem dient als gegenseitiges Korrektiv für die Entscheidungen des Parlaments.
Diese Funktion übernehmen in der Bundesrepublik Deutschland in vergleichbarer Weise der Bundestag und der Bundesrat. Dabei bildet aber nur der Bundestag das Parlament, während der Bundesrat als Vertretung der Bundesländer keine Kammer des Parlaments ist.
Ein Repräsentantenhaus findet sich in der Verfassung folgender Staaten:
- Äthiopien – siehe Volksrepräsentantenhaus
- Antigua und Barbuda – siehe Repräsentantenhaus (Antigua und Barbuda)
- Australien – siehe Australisches Repräsentantenhaus
- Belarus – siehe Repräsentantenhaus (Belarus)
- Belize – siehe Repräsentantenhaus (Belize)
- Gambia in der Verfassung bis 1994
- Grenada – siehe Repräsentantenhaus (Grenada)
- Indonesien – siehe Repräsentantenhaus der Republik Indonesien
- Irland – siehe Dáil Éireann
- Jamaika – siehe Repräsentantenhaus (Jamaika)
- Japan – siehe Shūgiin
- Kolumbien – siehe Repräsentantenhaus (Kolumbien) (Cámara de Representantes)
- Liberia – siehe Repräsentantenhaus (Liberia)
- Malaysia – siehe Dewan Rakyat
- Malta – siehe Repräsentantenhaus (Malta)
- Myanmar – siehe Repräsentantenhaus (Myanmar)
- Nepal
- Neuseeland – siehe Repräsentantenhaus (Neuseeland)
- Nigeria – siehe Repräsentantenhaus (Nigeria)
- Philippinen – siehe Repräsentantenhaus (Philippinen)
- Sierra Leone – siehe Parlament (Sierra Leone)
- Somaliland
- Thailand – siehe Repräsentantenhaus (Thailand)
- Trinidad und Tobago – siehe Repräsentantenhaus (Trinidad und Tobago)
- Vereinigte Staaten – siehe Repräsentantenhaus der Vereinigten Staaten
  - Auch die amerikanischen Bundesstaaten haben eine Repräsentantenhaus genannte Legislative.
- Zypern – siehe Repräsentantenhaus (Zypern)

Siehe auch: